# Касино (Ријети)
Касино је насеље у Италији у округу Ријети, региону Лацио.
Према процени из 2011. у насељу је живело 3 становника. Насеље се налази на надморској висини од 1082 м.